# آنا بوكر
آنا بوكر (ولدت باسم هانا رابينسون؛ 13 فبراير 1893 - 3 يونيو 1960) كانت زعيمة شيوعية رومانية وشغلت منصب وزير خارجية البلاد في أواخر الأربعينيات وأوائل الخمسينيات من القرن الماضي. أصبحت آنا بوكر أول وزيرة خارجية في العالم عندما تولت منصبها في ديسمبر 1947. وكانت أيضًا الزعيمة غير الرسمية للحزب الشيوعي الروماني بعد الحرب العالمية الثانية مباشرة.
انتسبت إلى الحزب الشيوعي في عام 1921. وقضت فترة ما بين الحربين العالميين بين رومانيا وموسكو.
أعدم زوجها في موسكو بتهمة التروتسكية ولكنها أبقت على ولائها وصداقتها لستالين. ألقي القبض عليها في عام 1935، وأفرج عنها في برنامج تبادل السجناء بين رومانيا والاتحاد السوفيتي عام 1944.
عادت إلى رومانيا مع الجيش السوفييتي عام 1944، وتولت مهمة تحويل رومانيا ‘لى دولة شيوعية باعتبارها
عضوًا في الزعامة الثلاثية الحاكمة. نحاها جورجي ديج عام 1952 وكشف عن ميولها الصهيونية.